# Kinzig (Meno)
La Kinzig è un fiume tedesco, affluente del Meno, che scorre interamente nel Land dell Assia. Non va confuso con l'omonimo fiume, affluente diretto del Reno, che scorre nel Baden-Württemberg. Il suo nome originario era Chinzicha: viene così citato per la prima volta nell'815.

## Corso
Esso nasce da una collina presso Sterbfritz , una frazione di Sinntal, ed inizia il suo corso piegando verso nord-ovest; fino a Schlüchtern forma il confine fra due parchi naturali, lo Hessische Rhön e lo Spessart, per poi dirigersi a sud-ovest. Fra Steinau ed Ahl (frazione di Bad Soden-Salmünster) il suo corso è sbarrato da una diga che forma il lago artificiale del Kinzig. Poco prima di Hanau, attraversa il bosco di Bunau. In caso di piena appositi canali a cielo aperto fanno defluire le acque in zone di esondazione costituite da prati, cosicché in primavera vi si trovano folte fioriture di aglio orsino. Dopo un percorso di 86 km il Kinzig sfocia nel Meno ad ovest del centro di Hanau.

## Affluenti
Gli affluenti più importanti sono (da monte verso valle):

Lo Steinebach, l'Ulmbach, la Salz, la Bracht, l'Orb, la Bieber, il Birkingsbach,  la Gründau, la Lache e il Fallbach.

## Località attraversate
(nella direzione del flusso)
- Sterbfritz (sorgente)
- Schlüchtern
- Steinau an der Straße
- Ahl
- Salmünster
- Wächtersbach
- Wirtheim
- Gelnhausen
- Langenselbold
- Erlensee
- Niederrodenbach
- Hanau (sfocio nel Meno)

## Galleria d'immagini

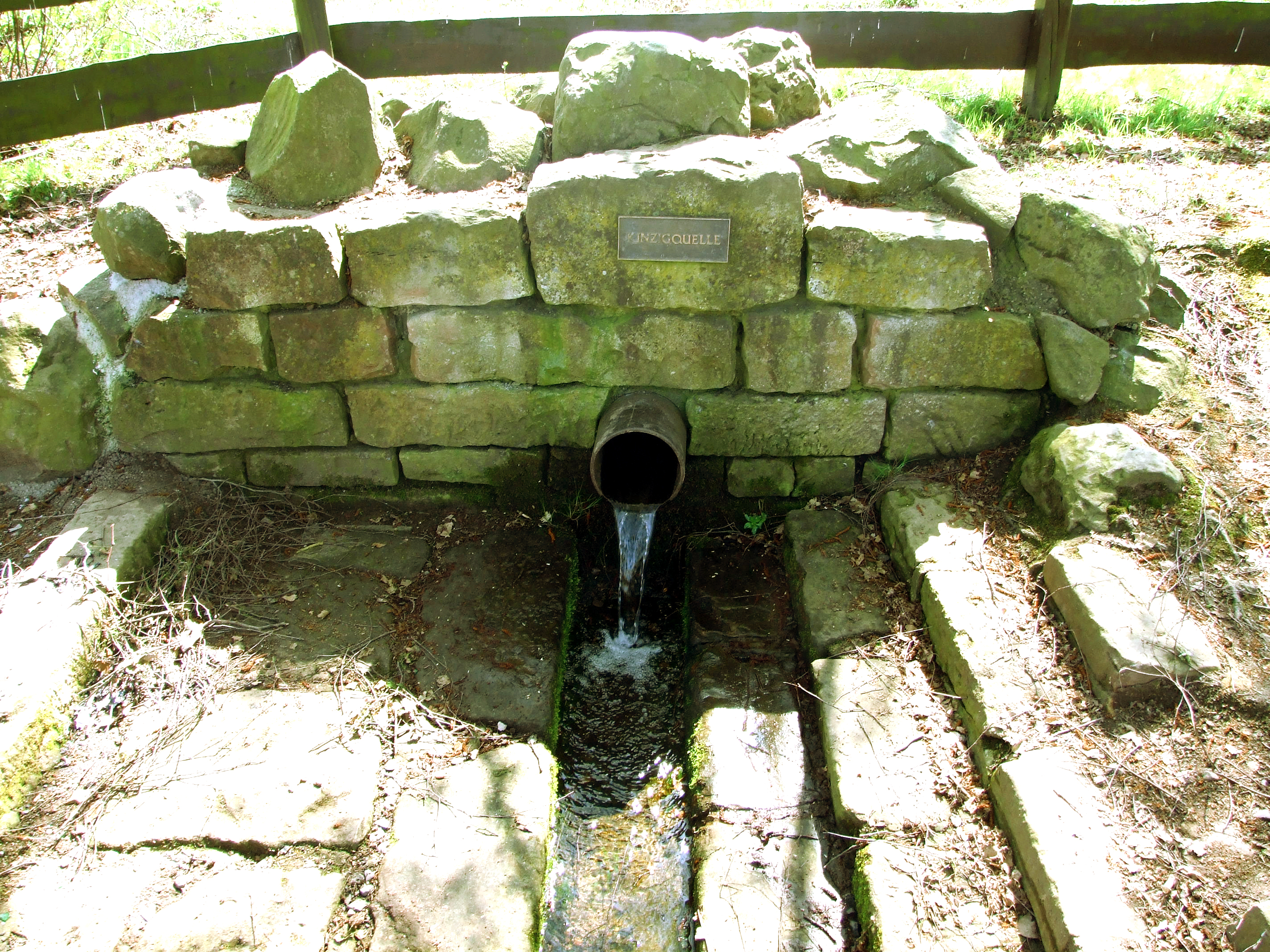
La Kinzig in Sterbfritz
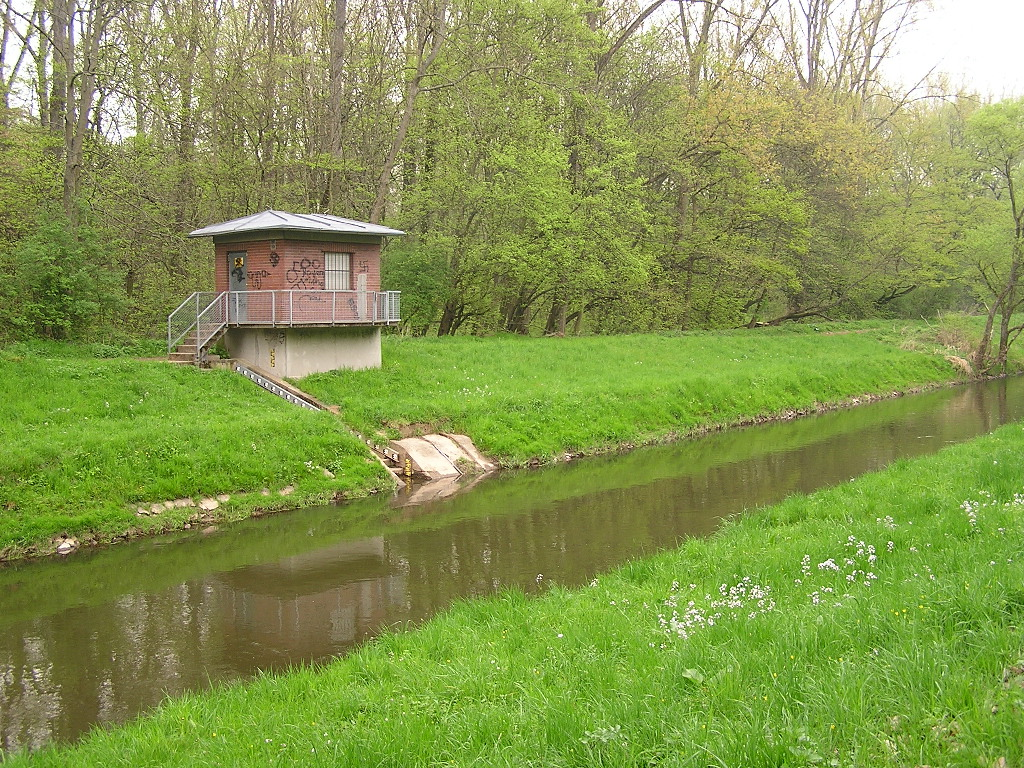
Pegel al Kinzig
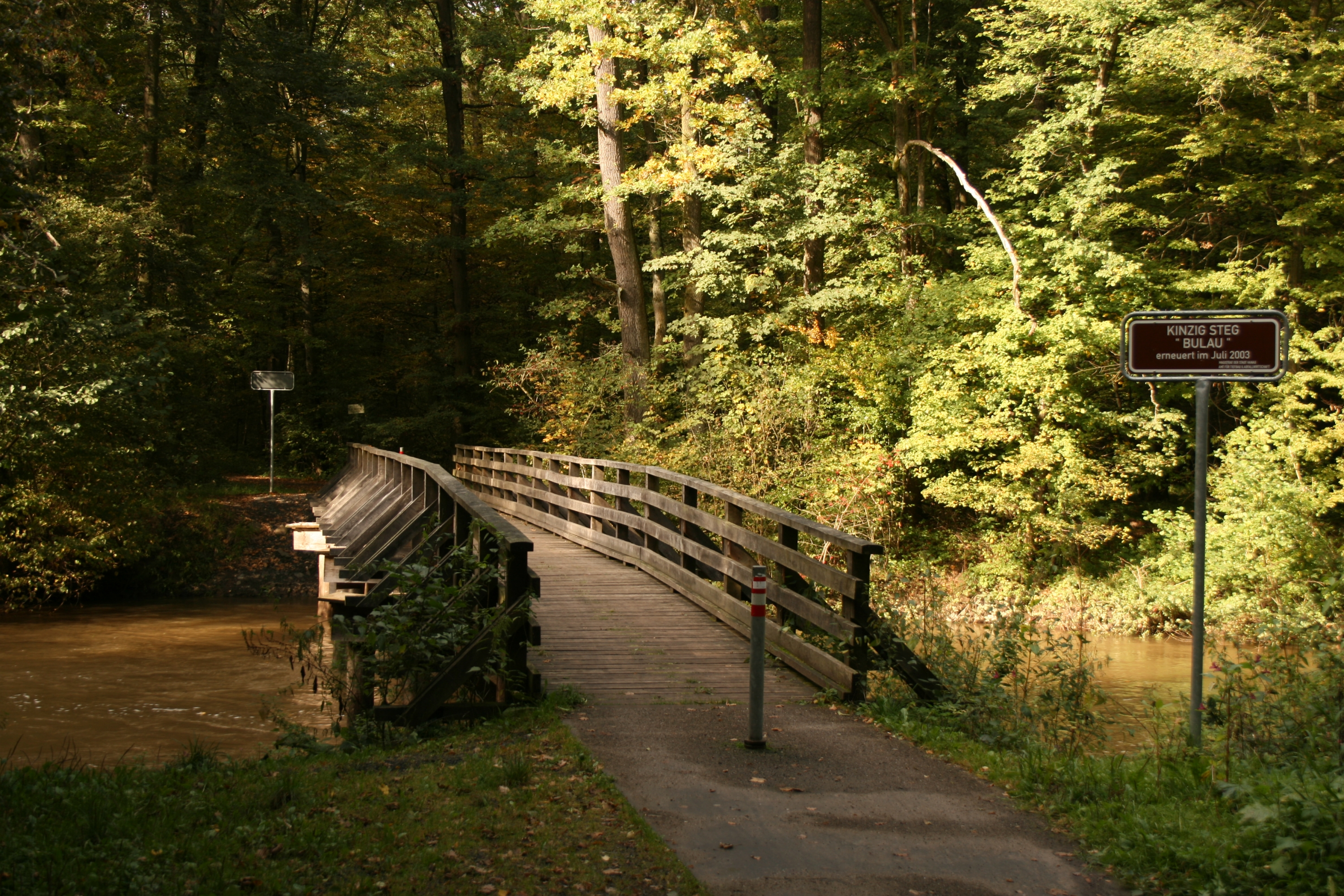
Kinzigsteg, un ponte di legno sulla Kinzig nel bosco di Bulau presso Hanau
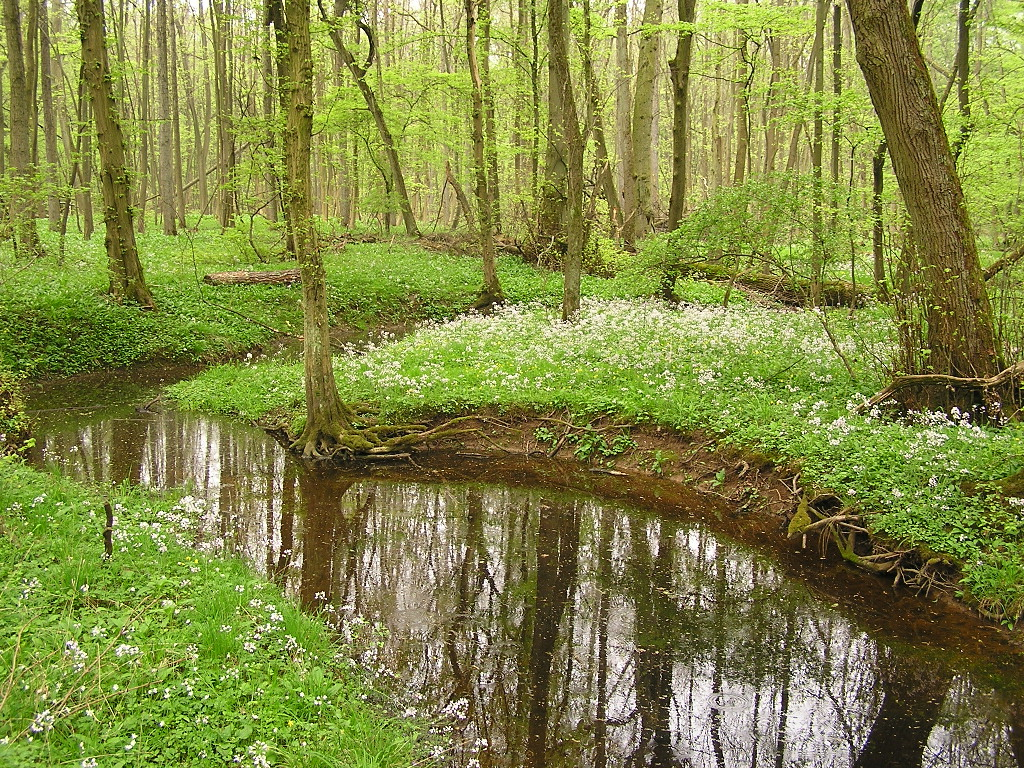
Un canale a  cielo aperto con intorno Cardamine pratensis

## Film
- Bilderbuch Deutschland: Kinzigtal – Zwischen Vogelsberg und Spessart. Reisedokumentation, 45 Min., Buch und Regie: Juliane Hipp, Produktion: hr, Inhaltsangabe vom hr